# Okręg wyborczy Hampshire
Okręg wyborczy Hampshire powstał w 1295 r. i wysyłał do angielskiej, a następnie brytyjskiej, Izby Gmin dwóch deputowanych. Okręg obejmował hrabstwo Hampshire i wyspę Wight. Został zlikwidowany w 1832 r.

## Deputowani do brytyjskiej Izby Gmin z okręgu Hampshire

### Deputowani w latach 1295–1660
- 1529–1536: William Paulet
- 1542–1544: Thomas Wriothesley
- 1571: Henry Radclyffe
- 1584–1593: George Carey
- 1593: Benjamin Tichborne
- 1614: Richard Tichborne

### Deputowani w latach 1660–1832
- 1660–1661: Richard Norton
- 1660–1661: John Bulkeley
- 1661–1675: Charles Paulet, lord St John
- 1661–1679: John Norton
- 1675–1679: Francis Rolle
- 1679–1679: Edward Noel
- 1679–1679: Richard Norton
- 1679–1680: William Russell, baron Russell
- 1679–1685: Francis Rolle
- 1680–1681: Thomas Jervoise
- 1681–1698: Charles Paulet, hrabia Wiltshire
- 1685–1689: Wriothesley Noel, wicehrabia Campden
- 1689–1689: lord William Powlett
- 1689–1690: Thomas Jervoise
- 1690–1691: Richard Norton
- 1691–1693: Robert Henley
- 1693–1701: Richard Norton
- 1698–1702: Thomas Jervoise
- 1701–1702: Richard Chaundler
- 1702–1705: Richard Norton
- 1702–1705: George Pitt
- 1705–1708: Thomas Jervoise
- 1705–1708: Richard Chaundler
- 1708–1710: Charles Powlett, markiz Winchester
- 1708–1709: Henry Bentinck, wicehrabia Woodstock
- 1709–1710: Thomas Jervoise
- 1710–1713: George Pitt
- 1710–1713: Simeon Stuart
- 1713–1715: Thomas Lewis
- 1713–1715: Anthony Sturt
- 1715–1722: George Pitt
- 1715–1720: John Wallop
- 1720–1727: lord Nassau Powlett
- 1722–1754: lord Harry Powlett
- 1727–1734: John Cope
- 1734–1741: Edward Lisle
- 1741–1747: Paulet St John
- 1747–1751: Francis Whithed
- 1751–1761: Alexander Thistlethwayte
- 1754–1759: Charles Powlett, markiz Winchester
- 1759–1765: Henry Bilson Legge, wigowie
- 1761–1779: Simeon Stuart
- 1765–1768: Richard Mill
- 1768–1772: Robert Henley, lord Henley
- 1772–1780: Henry Paulet St John, torysi
- 1779–1790: Jervoise Clarke Jervoise
- 1780–1790: Robert Thistlethwayte
- 1790–1806: William Heathcote
- 1790–1806: William John Chute
- 1806–1807: Thomas Thistlethwayte
- 1806–1807: William Herbert
- 1807–1808: Henry Paulet St John Mildmay
- 1807–1820: William John Chute
- 1808–1820: Thomas Freeman-Heathcote
- 1820–1831: John Willis Fleming, torysi
- 1820–1826: George Purefoy-Jervoise
- 1826–1831: William Heathcote, torysi
- 1831–1832: James Macdonald
- 1831–1832: Charles Shaw-Lefevre, wigowie
- 1832–1832: Thomas Baring